# Jastków (gmina)
Pour les articles homonymes, voir Jastków.
Jastków est une gmina rurale (gmina wiejska) du powiat de Lublin, dans la Voïvodie de Lublin, dans l'est de la Pologne.
Son siège administratif (chef-lieu) est le village de Jastków, qui se situe environ 11 kilomètres au nord-ouest de la capitale régionale Lublin (siège du powiat et capitale de la voïvodie).
La gmina couvre une superficie de 113,76 km2 pour une population de 12 248 habitants en 2006.

## Histoire
De 1975 à 1998, la gmina est attachée administrativement à l'ancienne Voïvodie de Lublin.

Depuis 1999, elle fait partie de la nouvelle voïvodie de Lublin.

## Géographie
La gmina inclut les villages (sołectwa) de :

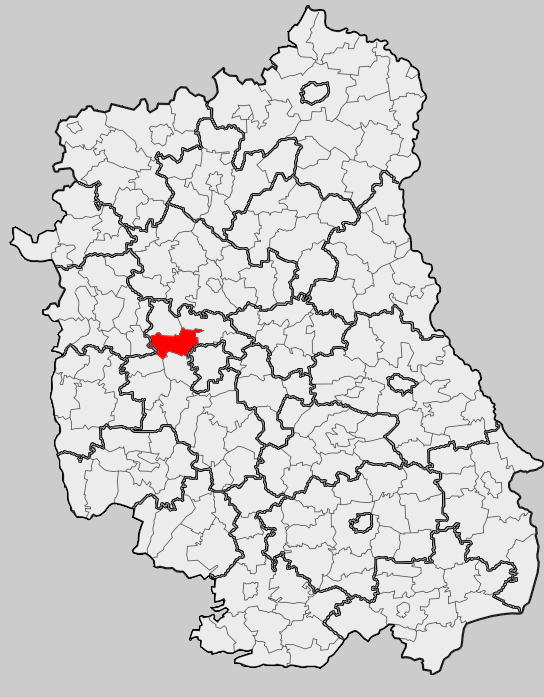
Position de la gmina dans la voïvodie

- Barak
- Dąbrowica
- Dębówka
- Jastków
- Józefów
- Ługów
- Marysin
- Moszenki
- Moszna
- Moszna-Kolonia
- Natalin
- Ożarów
- Panieńszczyzna
- Piotrawin
- Płouszowice
- Płouszowice-Kolonia
- Sieprawice
- Sieprawki
- Sługocin
- Smugi
- Snopków
- Tomaszowice
- Tomaszowice-Kolonia
- Wysokie

### Gminy voisines
La gmina de Jastków est voisine de :

la ville de :
- Lublin

et les gminy de:
- Garbów
- Konopnica
- Nałęczów
- Niemce
- Wojciechów

## Structure du terrain
D'après les données de 2002, la superficie de la commune de Jastków est de 113,76 kilomètres carrés, répartis comme telle :
- terres agricoles : 86 %
- forêts : 5 %

La commune représente 6,77 % de la superficie du powiat.

## Démographie
Données duu 30 juin 2004 :
| Description        | Total  | Total | Femmes | Femmes | Hommes | Hommes |
| ------------------ | ------ | ----- | ------ | ------ | ------ | ------ |
| Unité              | Nombre | %     | Nombre | %      | Nombre | %      |
| Population         | 11 999 | 100   | 6 091  | 50,8   | 5 908  | 49,2   |
| Densité (hab./km²) | 105,5  | 105,5 | 53,5   | 53,5   | 51,9   | 51,9   |